# 독수리 5형제를 부탁해!
《독수리 5형제를 부탁해!》 (영어 : For Eagle Brothers)는 2025년 2월 1일부터 2025년 8월 3일까지 방영된 한국방송공사 주말연속극이다.

## 기획 의도
오랜 전통의 양조장 독수리술도가의 개성 만점 5형제와 결혼 열흘 만에 남편의 갑작스러운 죽음으로 졸지에 가장(家長)이 된 맏형수가 빚어내는 잘 익은 가족 이야기를 그린 드라마

## 방송 시간
| 방송 채널 | 방송 기간                 | 방송 시간                          | 방송 분량  |
| --------- | ------------------------- | ---------------------------------- | ---------- |
| KBS 2TV   | 2025년 2월 1일 ~ 2월 9일  | 매주 주말 오후 8시 ~ 오후 9시 25분 | 1시간 25분 |
| KBS 2TV   | 2025년 2월 15일 ~ 8월 3일 | 매주 주말 오후 8시 ~ 오후 9시 20분 | 1시간 20분 |

## 제작진

### 제작사
- DK E&M : KBS 1TV 일일 드라마 《결혼하자 맹꽁아!》, KBS 2TV 일일 드라마 《태풍의 신부》 제작

### 극본
- 구현숙 : KBS 2TV 월화 드라마 《마법의 성》(집필), KBS 1TV TV 소설 《매화연가》(집필), KBS 2TV 설날 특집 드라마 《달중씨의 신데렐라》(집필), KBS 1TV TV 소설 《그대는 별》(집필), KBS 1TV 일일 드라마 《열아홉 순정》(집필), KBS 2TV 《KBS 드라마시티 - 하늘 연인》(집필), MBC 일일 드라마 《춘자네 경사났네》(집필), MBC 일일 드라마 《불굴의 며느리》(집필), MBC 주말 특별 기획 드라마 《백년의 유산》(집필), MBC 주말 특별 기획 드라마 《전설의 마녀》(집필), KBS 2TV 주말 드라마 《월계수 양복점 신사들》(집필), MBC 주말 특별 기획 드라마 《두 번은 없다》(집필) 집필

### 연출
- 최상열 : KBS 2TV 월화 드라마 《너의 노래를 들려줘》(공동 연출), KBS 2TV 《KBS 드라마 스페셜 2020 - 도둑잠》(연출), KBS 2TV 《KBS 드라마 스페셜 2020 - 일의 기쁨과 슬픔》(연출), KBS 2TV 《KBS 드라마 스페셜 - 희수》(연출), 영화 《희수》(연출), KBS 2TV 월화 드라마 《순정복서》(공동 연출) 연출
- 이진아

## 등장 인물
- (†) 표시는 드라마 상에서 최종적으로 사망한 인물이다.

### 주요 인물
- 엄지원 : 마광숙 역 - 이 드라마의 메인 여자 주인공. 별명이 '대인배'일 정도로 명랑 쾌활 화통하며, 지나칠 정도로 솔직하고 거짓말을 못 해서, 때와 장소를 가리지 않고 돌직구를 날린다. 욱하면 눈에 뵈는 것도 귀에 들리는 것도 없어 육두문자를 난사하는 용감무쌍한 여인. 죽은 장수의 전아내. 동석의 아내.

- 안재욱 : 한동석 역 - 이 드라마의 메인 남자 주인공. LX호텔의 회장. 한결&한봄의 아버지. 아내는 사별. 광숙의 남편.

### 독수리 5형제
- 최대철 : 오천수 역 - <독수리술도가> 차남, 죽은 장수의 남동생. 흥수&범수&강수의 형. 광숙의 시동생. 영주의 아버지. 미순의 고등학교 동창이자 옛 첫사랑. 소연의 전 남편. 미순의 남편.

- 김동완 : 오흥수 역 - <독수리술도가>의 삼남, 죽은 장수와 천수의 남동생. 범수와 강수의 형. 광숙의 시동생. 옥분의 남편.

- 윤박 : 오범수 역 - 집안을 일으켜 주리라는 기대를 한몸에 받고 자라온, <독수리술도가>의 블루칩. 죽은 장수&천수&흥수의 남동생. 강수의 형. 광숙의 시동생. 싱글 대디. 세리의 연인.

- 이석기 : 오강수 역 - <독수리술도가>의 늦둥이 막내, UDT 정예 요원 중위. 죽은 장수&천수&흥수&범수의 남동생. 광숙의 시동생. 미애의 친아들. 봄의 연인.

### 5형제 여자들
- 박효주 : 문미순 역 (2회 ~ 54회) - 술도가 근처 편의점 사장, 천수의 고등학교 동창이자 옛 첫사랑. 천수의 아내.

- 유인영 : 지옥분 역 (2회 ~ 54회) - K뷰티를 선도하는 'G-헤어'의 원장. 흥수의 아내.

- 한수연 : 강소연 역 (7회, 11회 ~ 18회, 32회, 35회 ~ 42회) - 오천수의 전 아내. 딸 영주와 따로 미국에서 살고 있다. 오천수에게 초반에는 이혼을 요구하였으며 사기를 당한 뒤 이혼 취소를 원한다. 하지만 자신의 딸 영주로 인해 다시 미국으로 돌아간다.

- 안미나 : 김선화 역 (2회 ~ 20회) - 피아노 원장. 흥수를 꼬시는 사기꾼.

- 이봄 : 오하니 역 - 범수와 영은의 딸.

### 술도가 사람들
- 박준금 : 공주실 역 - 광숙의 친정엄마, 죽은 장수의 전 장모. 자동의 연인.

- 김준배 : 고자동 역 - 독수리술도가의 공장장. 주실의 연인.

### 신라주조 사람들
- 최병모: 독고탁 역 - 이 드라마의 메인 악역. 신라주조 전 회장, 장미애의 남편이자 독고세리의 아버지. 독수리술도가에 깊은 원한을 품고 있다.

- 배해선 : 장미애 역 - 독고탁의 부인이자 세리의 어머니, 눈치는 구단 잔머리는 백단. 생존지능 최고에 자기 포장의 달인. 오강수의 친어머니.

- 신슬기 : 독고세리 역 - 독고탁과 장미애의 외동딸. 한결의 전 연인. 오범수의 현 연인.

### LX호텔 사람들
- 윤준원 : 한결 역 - 한동석의 아들, 군의관. 봄의 오빠. 교육을 잘 받고 자란 부잣집 도련님. 세리의 전 연인.

- 김승윤 : 한봄 역 - 한동석의 딸, 통통 튀는 밝고 명랑한 성격에 장난기 가득한 말괄량이. 결의 여동생. 세리의 친구. 오강수의 연인이자 직장 동료.

### 그 외 인물
- 박준현 : 김군 역 - 독수리술도가 직원.

- 이명호 : 소길용 역 - 신라주조 비서.

- 김상보 : 박영준 역 - LX호텔 비서실장.

- 전아름 : 윤비서 역 - LX호텔 비서.

- 박현정 : 김자영 역 (2회, 40회) - 한동석의 소개팅 상대이자 그의 딸 한봄의 지도교수.

- 김나은 : 오영주 역 (15회, 18회, 38회, 40회 ~ 41회) - 오천수와 강소연의 딸. 3년전에 엄마 강소연이 남자가 생겼다는걸 아빠 오천수에게 말해준다.

- 서광재

- 임호 : 김사만 역 (27회 ~ 28회, 30회, 45회) - 한동석의 친구이자 미국에서 한식당을 한다.

- 미상: 장제형 회장 역

- 이주미: 새로운 베이비시터 역 (46회 ~ 49회)

- 미상 : 사진 속 첫사랑 역

- 미상 : 김기현 매니저 역

- 미상 : 도우미 역

### 특별 출연
- 이필모 : 오장수 역 (†, 1회 ~ 3회) - <독수리술도가> 장남. 천수&흥수&범수&강수의 형. 광숙의 남편.

- 현진영 : 현진영 역 (1회, 27회, 40회 ~ 41회, 44회 ~ 45회) - 오흥수의 동료이자 댄스학원 강사.

- 고수봉 (1회)

- 휘브 : 아이돌 역 (1회)

- 최윤영 : 나영은 역 (2회, 9회 ~ 10회, 16회, 20회 ~ 21회, 23회, 33회, 38회, 40회, 43회, 45회 ~ 51회) -  범수와 혼인신고를 하지 않고 동거를 한 전연인이자 하니의 친어머니. 미국에서 범수와 하니를 버리고 떠나버렸다. 그 후 다른 남자에게 시집 갔으며 범수와 세리가 사귄 다는 말을 듣고는 세리가 하니의 엄마가 된다는 것이 질투가 나서 다시 하니를 빼앗으려고 한다. 53회를 통해 마지막으로 하니 얼굴을 보고 학업의 이유로 미국으로 다시 떠난다.

- 서진원 : 5형제의 아버지 역 (3회 ~ 4회)

- 김형묵 : 이철용 역 (14회) - 마광숙 소개팅남 1

- 이윤석 : 미상 역 (14회) - 마광숙 소개팅남 2

- 공정환 : 박상남 역 (14회 ~ 22회, 41회) - 마광숙 소개팅남 3

- 백성현 : 백현성 역 (32회 ~ 40회) - 지옥분에게 첫눈에 반한 동물병원 의사.

- 엄지인 (38회)

- 양치승 : LX호텔 피트니스 센터 헬스장 트레이너 역 (39회)

- 박정수 : 박정수 역 (40회 ~ 50회) (젋은 시절 : 이민주 (46회 ~ 48회)) - 한동석의 장모이자 한결, 한봄 남매의 외할머니. 미국에서 거주하다가 잠시 한국으로 귀국하였다. 42회에서 마광숙과 박정수가 대면하게 되면서 사귀는 건 가능하지만 결혼에는 반대하는 상황이다. 44회에서 박정수가 독수리술도가 사무실 소파에 흘리고 간 약통을 마광숙에 의해 발견하고서 알츠하이머를 앓고 있다는 사실을 병원 의사를 통해 밝혀졌다. 광숙한테 한서방의 재산을 포기하는 공증 서약서를 작성하라는 제안을 하는 등 재혼을 신중하게 하라는 얘기가 나왔으나, 광숙의 집을 방문하게 되면서 시동생들의 화기애애한 모습에 서서히 마음의 문을 열게 된다. 그리하여 동석, 광숙과 같이 옛 추억의 장소를 방문하면서 두 사람의 재혼을 찬성하게 되는 분위기이다.

- 신고은 : 여가수 리안 역 (46회 ~ 48회) - 오흥수의 과거 여사친.

## 시청률
최저 시청률과 최고 시청률은 시청률 조사회사와 지역별로 시청률에 차이가 있을 수 있습니다.
| 2025년      | 2025년      | 2025년          | 2025년          | 2025년        |
| 회차        | 방송일      | TNMS 시청률     | AGB 시청률      | AGB 시청률    |
| 회차        | 방송일      | 대한민국 (전국) | 대한민국 (전국) | 서울 (수도권) |
| ----------- | ----------- | --------------- | --------------- | ------------- |
| 제1회       | 2월 1일     | -               | 15.5%           | 14.7%         |
| 제2회       | 2월 2일     | -               | 16.8%           | 15.9%         |
| 제3회       | 2월 8일     | -               | 16.4%           | 14.7%         |
| 제4회       | 2월 9일     | -               | 18.8%           | 17.7%         |
| 제5회       | 2월 15일    | -               | 16.6%           | 15.8%         |
| 제6회       | 2월 16일    | -               | 18.5%           | 17.3%         |
| 제7회       | 2월 22일    | -               | 16.3%           | 14.4%         |
| 제8회       | 2월 23일    | -               | 19.3%           | 18.0%         |
| 제9회       | 3월 1일     | -               | 16.9%           | 15.3%         |
| 제10회      | 3월 2일     | -               | 19.2%           | 17.2%         |
| 제11회      | 3월 8일     | -               | 17.7%           | 16.3%         |
| 제12회      | 3월 9일     | -               | 19.6%           | 18.1%         |
| 제13회      | 3월 15일    | -               | 17.0%           | 15.2%         |
| 제14회      | 3월 16일    | -               | 20.0%           | 18.4%         |
| 제15회      | 3월 22일    | -               | 18.3%           | 17.1%         |
| 제16회      | 3월 23일    | -               | 20.7%           | 19.1%         |
| 제17회      | 3월 29일    | -               | 18.0%           | 16.3%         |
| 제18회      | 3월 30일    | -               | 21.2%           | 19.4%         |
| 제19회      | 4월 5일     | -               | 18.6%           | 17.3%         |
| 제20회      | 4월 6일     | -               | 20.9%           | 19.0%         |
| 제21회      | 4월 12일    | -               | 19.0%           | 18.2%         |
| 제22회      | 4월 13일    | -               | 20.6%           | 19.5%         |
| 제23회      | 4월 19일    | -               | 18.7%           | 17.7%         |
| 제24회      | 4월 20일    | -               | 20.7%           | 19.2%         |
| 제25회      | 4월 26일    | -               | 18.8%           | 17.3%         |
| 제26회      | 4월 27일    | -               | 20.8%           | 19.6%         |
| 제27회      | 5월 3일     | -               | 17.7%           | 16.7%         |
| 제28회      | 5월 4일     | -               | 17.6%           | 16.5%         |
| 제29회      | 5월 10일    | -               | 18.1%           | 17.4%         |
| 제30회      | 5월 11일    | -               | 19.5%           | 18.2%         |
| 제31회      | 5월 17일    | -               | 18.6%           | 18.1%         |
| 제32회      | 5월 18일    | -               | 19.3%           | 18.0%         |
| 제33회      | 5월 24일    | -               | 20.1%           | 18.7%         |
| 제34회      | 5월 25일    | -               | 20.4%           | 19.4%         |
| 제35회      | 5월 31일    | -               | 18.8%           | 17.6%         |
| 제36회      | 6월 1일     | -               | 21.2%           | 19.7%         |
| 제37회      | 6월 7일     | -               | 19.1%           | 17.9%         |
| 제38회      | 6월 8일     | -               | 20.9%           | 19.5%         |
| 제39회      | 6월 14일    | -               | 18.0%           | 16.4%         |
| 제40회      | 6월 15일    | -               | 21.9%           | 20.3%         |
| 제41회      | 6월 21일    | -               | 19.7%           | 18.1%         |
| 제42회      | 6월 22일    | -               | 19.7%           | 18.4%         |
| 제43회      | 6월 28일    | -               | 18.4%           | 16.9%         |
| 제44회      | 6월 29일    | -               | 20.5%           | 18.6%         |
| 제45회      | 7월 5일     | -               | 18.0%           | 16.5%         |
| 제46회      | 7월 6일     | -               | 20.5%           | 18.5%         |
| 제47회      | 7월 12일    | -               | 19.5%           | 18.0%         |
| 제48회      | 7월 13일    | -               | 21.1%           | 19.4%         |
| 제49회      | 7월 19일    | -               | 19.8%           | 18.6%         |
| 제50회      | 7월 20일    | -               | 20.5%           | 18.5%         |
| 제51회      | 7월 26일    | -               | 18.7%           | 17.1%         |
| 제52회      | 7월 27일    | -               | 20.3%           | 18.8%         |
| 제53회      | 8월 2일     | -               | 18.2%           | 16.7%         |
| 제54회      | 8월 3일     | -               | 20.4%           | 18.5%         |
| 평균 시청률 | 평균 시청률 | -               | 19.1%           | 17.7%         |

## 편성 변경
- 2025년 5월 24일 : 《KBS 스포츠 2025년 KBO 리그 <롯데 자이언츠 VS 한화 이글스>》 중계방송으로 인해 기존 시간에서 30분 늦은 저녁 8시 30분으로 편성 변경. (33회)
- 2025년 6월 21일 : 《불후의 명곡 - 2025년 APEC 정상회의 특집》 편성으로 인해 기존 시간에서 5분 늦은 저녁 8시 5분으로 편성 변경. (41회)

## 연장
- 2025년 6월 16일 : 독수리 5형제를 부탁해! 방영 분량이 50부작에서 4회 연장되어 54부작으로 변경 및 확정되었다.

## 전작들과의 비교
해당 작품은 여태까지 방영됐던 KBS 주말드라마를 모두 합친 작품이라고 해도 과언이 아닌데 그 중에서 전작들이 해당 작품하고 비교가 되는 부분이 있다.
- 아빠가 독박육아를 한다는 점 : 진짜가 나타났다!
- 메인 남녀주인공이 중장년 배우였다는 점 : 왕가네 식구들, 한 번 다녀왔습니다
- 부모님(할머니 또는 할아버지 포함)이 여자 주인공하고 남자 주인공을 서로 만날 수 있게 도와준다는 점 : 하나뿐인 내편, 진짜가 나타났다!, 미녀와 순정남
- 구현숙 작가가 여태까지 집필된 작품 중 박준금이 출연한다는 점 : 월계수 양복점 신사들
- 친엄마가 아이를 버렸다는 점 : 신사와 아가씨, 미녀와 순정남
- 여자 주인공의 이름에 "광"이 들어있다는 점 : 오케이 광자매
- 여자 주인공의 집에 세입자가 들어와서 산다는 점 : 오! 삼광빌라
- 남자가 여자 주인공한테 사기 계획으로 접근한다는 점 : 삼남매가 용감하게
- 남자 주인공이 질병을 앓고 있다는 점 : 하나뿐인 내편
- 여자의 남편이 사망한다는 점 : 황금빛 내 인생
- 오흥수의 반대로 집안 갈등이 계속되고, 오강수와 장미애의 친자검사를 한다는 점 : 아버지가 이상해, 신사와 아가씨, 미녀와 순정남

## 애니메이션의 오마주
- 드라마의 제목 : 독수리 오형제
- 오하니의 이름 : 달려라 하니
- 독고탁의 행동 : 아기공룡 둘리
- 마광숙과 공주실의 대립 : 톰과 제리
- 오흥수, 지옥분, 김선화의 만남 : 검정고무신
- 마광숙, 한동석의 장난 : 짱구는 못말려
- 지옥분의 단서 찾기 : 명탐정 코난
- 독고세리의 마법 부리기 : 요술공주 세리
- 심술이처럼 오흥수, 강소연, 독고세리가 계속 고집을 피운다는 점 : 백설공주와 일곱 난쟁이
- 허락없이 술도가를 팔아버린다는 점 : 인사이드 아웃 시리즈
- 문미순의 편의점 운영 : 와라! 편의점
- 구름이, 지옥분의 관계 : 101마리의 달마시안 개
- 마광숙의 과로로 인한 스트레스 유발 : 봇치 더 록!
- 오흥수의 심한 태도 : 빼꼼
- 한동석의 단계별 심리테스트 훈련 : 뮬란
- 지옥분의 문단속 : 스즈메의 문단속
- 마광숙의 심리테스트 : 극장판 프로젝트 세카이 부서진 세카이와 전해지지 않는 미쿠의 노래
- 한봄, 마광숙의 경쟁 : 걸즈 앤 판처
- 강소연의 미친 행동 : 슈퍼배드 시리즈
- 오흥수, 독고세리의 매직 : 캐치 티니핑, 시크릿 쥬쥬
- 나영은, 강소연의 애교 부리기 : 슈퍼 마리오 브라더스
- 마광숙의 무술 실력 : 쿵푸 팬더 시리즈, 뮬란
- 한동석의 매직 : 마인크래프트 무비
- 오범수의 직업 : 몬스터 대학교
- 한동석 장모와 마광숙의 첫 대립 : 엘리오
- 마광숙의 실수, 이에 걱정하는 한동석, 한동석 장모 : 겨울왕국
- 박상남의 위험한 어드벤처 : 모아나 시리즈, 라이온킹, 알라딘, 릴로와 스티치
- 마광숙의 특별한 스킬 : 라따뚜이
- 공주실, 한동석 장모의 오해 폭주 : 아담스 패밀리

## OST
- Part.1 강승윤 - 그녀가 날 깨웠다 (2025.02.15 발매)
- Part.2 영탁 - 알 수 없는 인생 (2025.03.08 발매)[3]
- Part.3 서영주 of 너드커넥션 - 당신은 누구시길래 (2025.04.21 발매)[4]
- Part.4 전유진 - 그대도 나처럼 (2025.05.17 발매)
- Part.5 유럽 (ULUV) - A Better day (2025.06.28 발매)
- 김범수 - 사랑했지만 (7th X 독수리 5형제를 부탁해! OST 2025.06.21 발매)
- 윤호 (ATEEZ) - 널 만나러 가 (7th X 독수리 5형제를 부탁해! OST 2025.07.05 발매)

### 수상
- 영탁 알수없는인생 서울가요대상 ost 수상

## 같이 보기
- 대한민국의 텔레비전 드라마 목록 (ㄷ)
- 2025년 대한민국의 텔레비전 드라마 목록